# Somnium
Somnium sive Astronomia lunaris Joannis Kepleri (El Sueño o Astronomía de la Luna de Johannes Kepler) es una novela de ficción escrita en latín, por Johannes Kepler en 1608, pero publicada póstumamente en 1634. Es considerada por muchos como la primera obra de ciencia ficción de la historia, aunque tanto su título como elementos de su trama coinciden con los de una obra de 1532 del humanista español Juan Maldonado.
En la novela se narra la historia de Duracotus, un joven islandés. Gracias a su madre, Fiolxhilda, y mediante un conjuro mágico, ambos irán en un viaje onírico a la Luna, durante un eclipse solar.
Pocos años más tarde, dado que el personaje de Duracotus tiene ciertos tintes autobiográficos, el argumento de la novela fue usado para acusar a su madre, Katherine Kepler, de brujería.[cita requerida]
En 2004, el dramaturgo argentino Enrique Papatino estrenó Somnium, una obra sobre Kepler y su viaje imaginario. Tiene como personajes a Kepler, su madre, 
Tycho Brahe y Catalina, su mujer. 